# Пьяцца-Армерина
Пьяцца-Армерина (итал. Piazza Armerina, сиц. Ciazza) — коммуна в Сицилии, провинции Энна. Недалеко от Пьяцца-Армерина находится один из самых знаменитых античных памятников Сицилии — вилла Дель-Казале.
Пьяцца-Армерина располагается на южных склонах гор Эреи на высоте от 700 до 880 м, недалеко от горы Энна в окружении лиственных, преимущественно эвкалиптовых лесов.
Покровительницей коммуны почитается Пресвятая Богородица (Maria Santissima delle Vittorie), празднование 3 мая.

## Достопримечательности
- крепость — разрушенный арагонский замок XIV века;
- базилика Мария Сантиссима делле Витторие — кафедральный собор епископа Пьяцца-Армерины, построен в 1604—1768 годах.

## Персоналии
- Ритман, Альфред (1893—1980) — выдающийся швейцарский вулканолог, заложивший основы современной вулканологии.